# Proshyan
Proshyan (en armenio: Պռոշյան, también romanizado como Prroshyan y Proshian) es un municipio en la Provincia de Kotayk' en Armenia. En 2008 tenía 4706 habitantes.